# هروئین (فیلم ۲۰۱۲)
هروئین (به هندی: Heroine) فیلمی محصول سال ۲۰۱۲ و به کارگردانی مدهور بهاندرکار است. در این فیلم بازیگرانی همچون کارینا کاپور، آرجون رامپال، راندیپ هودا، شاهانا گوسوامی، سانجای سوری، راقش واشیست، دیویا دوتا، پالاوی شاردا، موگدا گودسه، لیلیت دوبی، رانویر شوری، پوجا چوپرا ایفای نقش کرده‌اند.